# Jean-Claude Charlemagne
Pour les articles homonymes, voir Charlemagne.
Jean Claude Charlemagne, né le 12 avril 1762 à Issoudun et décédé le 27 janvier 1853 à Châteauroux, est un homme politique français.

## Biographie
Fils de Jean Charlemagne, trésorier de France à la généralité de Bourges, et successeur de son père dans cette charge, il adhère aux idéaux de la Révolution française. Il épouse en 1793 Sophie Legrand, fille de Jérôme Legrand, qui a été député du tiers état et l'initiateur de la transformation des états généraux en Assemblée nationale. Il est membre du bureau de paix d'Issoudun, maire de la ville, en 1793 et 1794, puis membre du directoire de l'Indre et de l'administration centrale du département. Il soutient le coup d'État du 18 brumaire et est nommé conseiller de préfecture de l'Indre.
Au retour de Napoléon de l'île d'Elbe, il est nommé sous-préfet de l'arrondissement de Châteauroux puis élu par le collège départemental de l'Indre, le 13 mai 1815, par 56 voix sur 81 votants, représentant à la Chambre des Cent-Jours puis, le 20 octobre 1818, par 234 voix sur 701 votants, membre de la Chambre des députés. Il y siège dans l'opposition jusqu'en 1823.
Jean-Claude Charlemagne était chevalier de la Légion d'honneur. Il était le père d'Edmond Charlemagne, député de l'Indre, et le grand-père de Raoul Charlemagne, maire de Châteauroux, lui aussi député de l'Indre. Il est enterré dans la chapelle familiale des Charlemagne au cimetière Saint-Denis de Châteauroux.